# Distretto di Sanquin 1
Il distretto di Sanquin 1 è un distretto della Liberia facente parte della contea di Sinoe.